# 萨默顿男子
萨默顿男子（英語：Tamam Shud case，約1905年—1948年12月1日）是一个身份不明的人，他的遗体在澳大利亞阿德莱德的名为萨默顿的海滩被发现。1949年1月14日，在阿德莱德车站发现了一个棕色提箱，于尸体被发现前一天寄存，里面有一些无法辨认拥有者身份的个人物品，此后在口袋里发现了写有“Tamám Shud”的纸条。“Tamám Shud”是《鲁拜集》里面的一个短语。后来又有一男子发现了一本书，它的最后一页被撕去了，而原书的最后一页就有“Tamám Shud”这个短语。书的封底写着一些字母，但是没有人知道这些字母的意义。2022年，澳洲阿得雷德大學教授宣布確認身份。阿伯特（Derek Abbott）教授說，通過將這名男子頭髮DNA與其他樣本交叉比對，確認他是1905年出生在維州的工程師卡尔·韋伯（Carl Webb）。

## 初步发现与调查

### 发现尸体

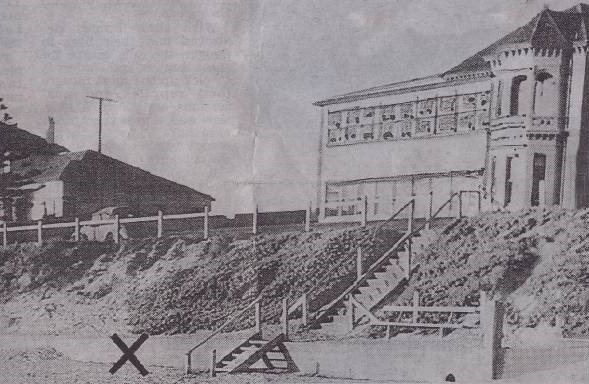
发现尸体的萨默顿公园海滩位置，标有“X”

1948年12月1日上午6:30左右，有人在位于南澳大利亚州阿德莱德西南部的格莱内尔格附近大约11 km（7 mi）左右的萨默顿公园海滩上发现一具男尸，随即联系警方。该男子被发现躺在埃斯普拉内德排屋(Esplanade Terrace)与比克福德排屋(Bickford Terrace)交接处的跛腿儿童之家(Crippled Children's Home)对面的沙子里。尸体仰面躺着，头靠在海堤上，双腿伸直，双脚交叉。 普遍该男子于睡觉时死亡。尸体外套的右领子上插着一根未点燃的香烟。通过对其口袋的搜查后，警方发现一张未使用的从阿德莱德到亨利海滩的二等座火车票；可能尚未使用过的市内公交车票；一把产自美国的铝制小梳子；一包半空的Juicy Fruit牌口香糖；一个Army Club牌香烟盒，里面装有七支另一种品牌名为Kensitas的香烟；另有一盒剩余四分之一的Bryant & May牌火柴。
有目击者称，在11月30日晚，他们在后来发现尸体的地方看到一个与死者相似的人仰面躺着。一对夫妇在七点左右也看到了一名男子，并声称曾看到他将右臂完全伸直，随后无力地放下。另一对夫妇于下午7点30分至8点也看到一名男子，据该对夫妇回忆，当时路灯刚刚开启，在那半个小时里男子没有做出任何动作，但亦表示印象中男子的位置的确发生了变化。 在看到男子时，第二对夫妇虽然曾私下议论男子对蚊子没有反应很奇怪，但认为他更有可能是喝醉了或睡着了，因此没有进一步了解情况。一名目击者告诉警方，她看到一名男子在通往海滩的台阶顶上低头看着熟睡的男子。目击者称，他们所看到的尸体位置与警方到场查看时相同。
1959年，另一名目击者向警方报告，在尸体被发现的前一天晚上，他和另外三人在萨默顿公园海滩上看到一名衣着考究的男子肩上扛着另一名男子。 作警察报告的警探名为唐·奥多尔蒂（Don O'Doherty）。
据病理学家约翰·伯顿·克莱兰（John Burton Cleland）称，该男子外貌看上去像英国人，年龄约为40至45岁，身体状况“非常好”。死者身高180厘米，灰色眼睛，发色在金色至姜黄色之间，鬓角略带灰色，肩宽腰细，手和指甲没有任何体力劳动的迹象，大脚趾和小脚趾呈楔形合拢，就像舞者或穿着尖头靴的人的脚趾；小腿肌肉明显较高，与经常穿靴子或高跟鞋或跳芭蕾舞的人相似。
死者穿着一件白衬衫，戴着红、白、蓝三色领带，针织套头衫、长裤、袜子和鞋子为棕色，并身着时尚的灰色和棕色双排扣夹克，而有说法认为此种剪裁式样为美国风格。死者衣服上的所有标签均已去除， 没有发现帽子（这在1948年并不常见）或钱包， 胡子刮得很干净 ，并且没有携带任何身份证明，警方由此认为他死于自杀。最后，警方对其牙齿进行检查，但结果无法与任何已知的人相匹配。 

根据尸检结果，病理学家估计死亡时间为12月1日凌晨2点左右。
心脏大小正常，各方面都正常……充血使得大脑中不常见的小血管很容易辨认出来。咽部充血，食道粘膜表面发白，中间有一片溃疡。胃部大面积充血。十二指肠后半部亦有充血。胃里混有血液和食物。两个肾脏都充血，肝脏的血管中含有大量过量血液。脾脏异常庞大……大约是正常大小的3倍……通过显微镜观察，肝脏中叶受损。……胃部有急性炎症大出血症状，肝脏及脾脏严重充血，脑部充血。
尸检还显示，该男子的最后一顿饭是死前三到四个小时吃的康瓦尔馅饼，但未发现体内有任何异物。病理学家杜瓦尔博士总结道认为，其非常确信死亡不可能是自然死亡，并认为死者可能死于巴比妥类药物或可溶性安眠药。虽然普遍认为死者死于中毒的可能性最大，但人们并不认为馅饼是中毒的原因。除此之外，验尸人员无法就该男子的身份、死因以及11月30日晚在萨默顿海滩看到的活着的男子是否与死者是同一个人得出结论，因为当时没有人看见他的面部。由于警方无法确认死者身份，尸体于1948年12月10日进行了防腐处理。警方表示，这是他们第一次需要对尸体进行此类处理。

### 发现手提箱

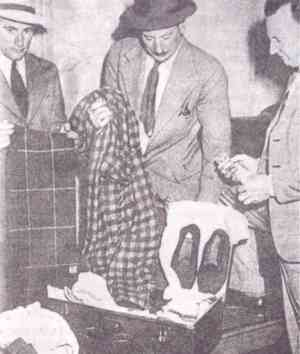
在阿德莱德火车站发现的手提箱以及物品。从左到右分别是侦探戴夫·巴特利特（Dave Bartlett）、侦探莱昂内尔·利恩（Lionel Leane）和伦·布朗（Len Brown）。

1949年1月14日，阿德莱德火车站的工作人员发现了一个已被撕掉标签的棕色行李箱，该行李箱于1948年11月30日上午11:00后被寄存到车站的衣帽间。据信该手提箱属于在海滩上发现的男子所有。箱子里有一件红色格纹晨衣、一双七码红色毛毡拖鞋、四条内裤、睡衣、剃须用品、一条裤脚夹有沙子的浅棕色裤子、一把电工螺丝刀、一把裁切的短而锋利的餐刀，一把磨尖了头的剪刀、一小块被认为是用作刀和剪刀的保护套的锌，以及一个模板噴畫用的刷子，与商船上的三副用来给货物刷油漆标识的刷子相同。
手提箱里还有一张巴伯尔父子牌的橙色上蜡用线绳，这种线绳当时并不常见，并且当时的澳大利亚也不存在此种线绳，箱子里的线绳与死者所穿裤子口袋里用来修补衬里的线绳一样。衣服上的所有识别标记均被去除，但警方在领带上发现了“T. Keane”的名字，在洗衣袋上发现了“Keane”的名字，在汗衫上发现了“Kean”的名字，以及三个干洗标记；1171/7、4393/7和3053/7。警方认为，除去衣服标签的人要么是漏掉了这三个标志，要么是知道Keabe不是死者的名字而故意在衣服上留下“Keane”标签。由于当时仍然实行战时配给，衣服很难买到。尽管使用姓名标签是一种很常见的做法，但在购买二手衣服时人们常常也会去除前主人的标签。不同寻常的是，警方并未发现多余的袜子，虽然发现了铅笔和未使用的信封，但没有发现信件。
警方通过检索得出结论，在所有英语国家中，没有名为T. Keane的人失踪。其后警方根据干洗标志的信息在全国范围内进行搜寻，但最终并无收获。而从手提箱中唯一可以得到的有用信息为，箱内发现的一件外套的前袖口所用布料和其绣花针迹表明这件外套是产自美国。澳大利亚当时并未进口这种外套，表明该男子曾经去过美国，或这件外套为男子从去过美国的类似体型的人处购买所得。
警方通过检查火车进站记录，推断该男子是从墨尔本、悉尼或奥古斯塔港乘坐夜班火车抵达的阿德莱德火车站。并推测他曾在附近的城市浴场洗澡并刮完胡子（惟死者身上并没有浴场门票）后，返回火车站购买了10:50去往亨利海滩的火车票，但出于不明原因，他并未登上火车。他在车站衣帽间托运行李后离开了车站，搭乘城市巴士前往格莱内尔格。而警方推断的男子洗澡的地方，虽名为“城市浴场”，但并不是公眾浴場，而是一个公共游泳池。火车站的洗浴设施毗邻衣帽间，而衣帽间则在车站北台的南出口旁。而城市浴场则位于英皇威廉街，可从车站北出口通过一条巷道进入。没有记录显示他当天到达的车站的浴室设施无法使用。

### 验尸
尸体发现几天后，验尸官托马斯·埃斯金·克莱兰德（Thomas Erskine Cleland）开始对该男子的尸体进行驗屍工作，但后来被推迟到1949年6月17日克莱兰是一名负责调查的病理学家，其重新检查了尸体后得出了一些发现。他指出，这名男子的鞋子非常干净，似乎是最近才擦过的，不像是一个在格雷尔游荡一整天的人的鞋。克莱兰德补充说，这一证据与该男子死后尸体可能被从别处带到萨默顿公园海滩的推测相符，也能解释现场为何没有中毒的两个主要迹象（呕吐和痉挛）的证据。
克莱兰德推测，由于没有一个目击者能够肯定地认出他们前一天晚上看到的那个人是否与第二天早上发现的是同一个人，该男子仍然有可能是死在其他地方并被抛弃到海滩。 他同时强调，这纯粹是猜测，因为所有目击者都认为两者“绝对是同一个人”，理由是尸体与他们发现的男子位于同一个地方，并且躺在同一个独特的位置。克莱兰德也没有发现任何能表明死者的身份的证据。
阿德莱德大学生理学和药理学教授塞德里克·斯坦顿·希克斯（Cedric Stanton Hicks）证实，在一组药物中，特别是他称之为“1号”是“2号”的药物变体在服用相对较小剂量时便具有极高的致死性，且在尸检过程中很难查出，两者又以“2号”为甚。他给了克莱兰德一份文件，上面写着这两种药物的名称，并标为“物证C.18”。两种药物的名称直到20世纪80年代才向公众公布，因为直到那时普通人才不用出具任何证明就能在药房买到这两种药物。（这些药物后来被公开鉴定为地高辛和哇巴因，均为心甾内酯类的强心苷。）希克斯指出，尸体上唯一不存在的支持中毒推测的证据是呕吐症状（强心苷中毒常见症状），虽然存在没有呕吐症状的强心苷中毒案例，但这仍然使他无法得出“坦率的结论”。希克斯表示，如果男子是在目击者最后一次观察到他活动七小时后死亡，这将意味着即使体内剂量巨大，可能仍无法检测到。值得注意的是，目击者在晚上7点看到的动作可能是死亡前的最后一次抽搐。
调查初期，克莱兰德表示估计该男子是中毒身亡，而造成其死亡的毒药很可能是一种葡萄糖苷，且并非意外服用；但不能证实是死者本人服用的还是其他人下毒。虽然有了上述发现，他表示仍无法确定这名不明男子的死因。克莱兰德表示，如果有证据表明尸体是被移到发现地点，那么“所有难题都将会解决”。
调查结束后，调查人员制作了男子的头部和肩膀的石膏模型。由于一直未能成功确定该男子的身份和死因，当局称其为“无与伦比的谜团”，并认为死因可能永远无法得知。

### 与《鲁拜集》的联系

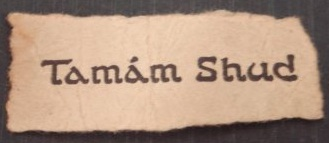
在死者的裤子里发现的一张字体独特的纸片，该纸片是从一本罕见的新西兰版《鲁拜集》的最后一页撕下来的

大约在审讯的同一时间，在死者裤兜里的表袋中缝着的一张印有字样的小卷纸。公共图书馆人员被请来对文字进行翻译，确认出文字出自《鲁拜集》最后一页，意为“结束”或“完成”。而纸张的反面是空白的。警方在整个澳大利亚进行搜查，以找到反面是空白的《鲁拜集》，并向媒体发布了纸片的照片。警方向群众征集线索后，最后一页被撕下的《鲁拜集》被找到。一名男子向警方提供了愛德華·菲茲傑拉德（1859年生）翻译的1941年版《鲁拜集》，由新西兰基督城的Whitcombe and Tombs出版社出版。负责初期调查的警探莱昂内尔·利恩(Lionel Leane)在公开声明中有使用化名来保护证人的隐私的习惯，提供这本书的人被称为“罗纳德·弗朗西斯（Ronald Francis）”，其真实身份从未被正式确认。而“弗朗西斯”是在前一天看到报纸上的一篇关于该案的文章后才想到这本书可能与此案有关。
这本书被发现时的具体情况并不明确，一篇报纸文章提到这本书是在尸体被发现前大约一两周被发现的。前南澳大利亚警探格里·费尔图斯（Gerry Feltus（他将此事作为悬案处理）认为，这本书被发现于男子在海滩上被发现之后。而这个时间点很重要，因为一直以来都是根据手提箱里的信息推测该男子在海滩被发现的前一天抵达阿德莱德。 如果这本书是在发现尸体一两周前发现的，则表明该男子之前曾来过阿德莱德，或者已经在阿德莱德呆了更长时间。大多数资料记载，这本书是在停在格莱内尔格Jetty路的一辆未上锁的汽车中的后排地板或后座上发现的。而大约在同一时间，一位名叫Leslie Francis Wytkin（或Wytkins）的公交车售票员也将一份《鲁拜集》交给了都市电车信托基金会；目前尚不清楚这与上文提到的《鲁拜集》是同一版本，还是另一个与之无关的发现，和/或怀特金是否就是“弗朗西斯”。

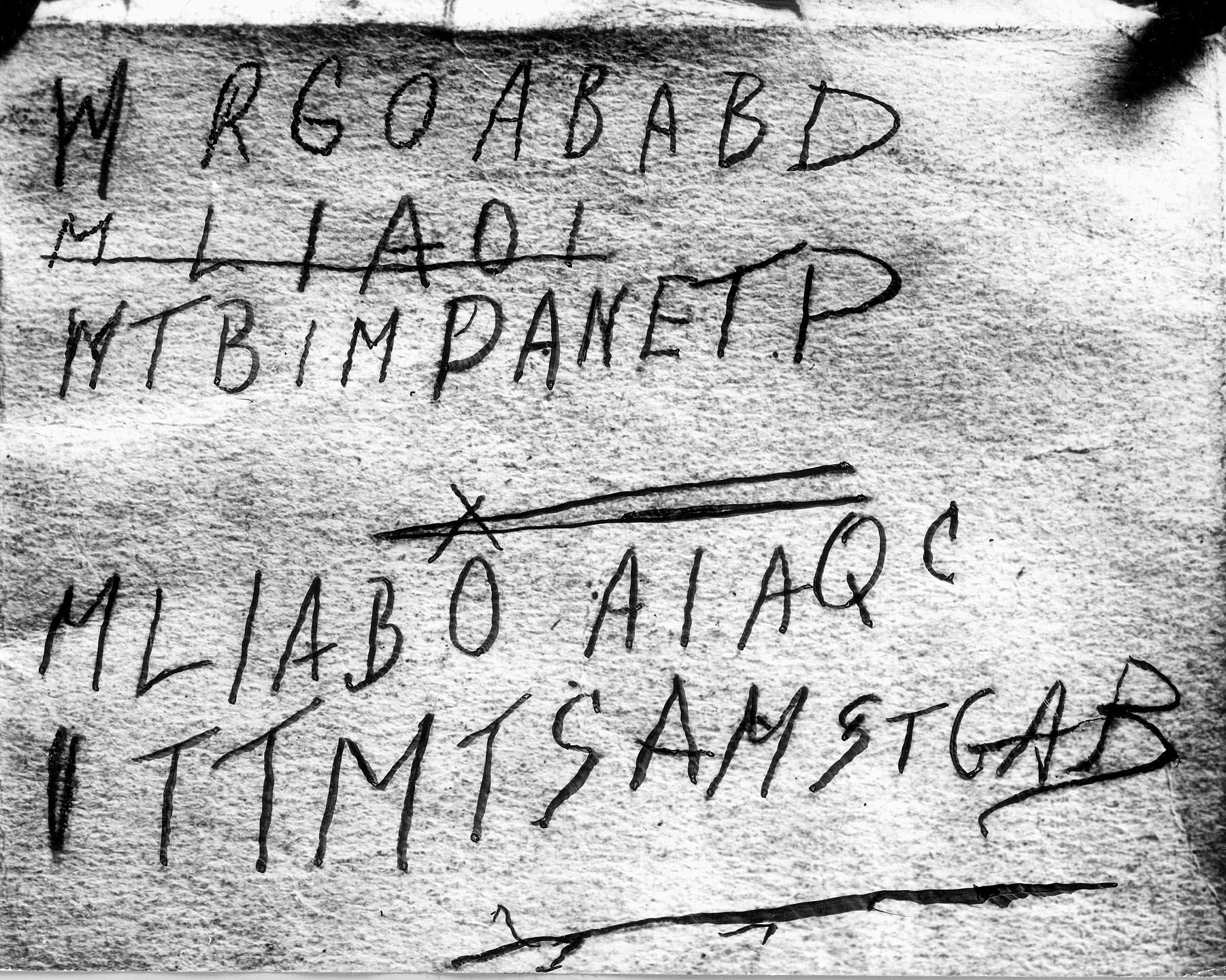
在《鲁拜集》背面发现的笔迹， 被认为是暗语。

《鲁拜集》的主题是一个人应该充实地度过一生，并且在生命结束时不留遗憾。警方根据该书主题推测该男子是服毒自杀，但没有其他证据证实这一猜测。这本书的最后一页缺少字样，而背面则是空白的，显微镜观测结果则表明男子身上的纸片就是从书中撕下的那一页。书的背面有五行字迹，全部为大写字母。第二行文字已被划掉，而这一特征被认为很重要，因为第二行字与第四行相近，可能代表写字的人在留下密语时出现的错误。
WRGOABABD

MLIAOI

WTBIMPANETP

  x 

MLIABOAIAQC

ITTMTSAMSTGAB
书中第一行的开头字母是“M”还是“W”尚不明确，但由于该字母与“M”相比差异显著，人们普遍认为是W。第二行内容“MLIAOI”上的横线可能表示删去或下划线。而第二行的最后一个字符看起来也像“L”，但仔细检查可以清楚地看出，它是由“I”和其上横线的延伸部分组成的，且字迹上的另一个“L”的字符底部有一条曲线。字迹中的最后一个“O”上方还有一个“X”，尚不清楚该符号是否重要。

#### 尝试破译
最初，普遍认为这些字母是外语单词，但后来调查人员意识到它可能是暗语。密码专家随即被请来进行破译，但没有成功，业余爱好者也试图进行破解。
1978 年，应ABC电视记者斯图尔特·利特莫尔要求，国防部密码学家对文本进行了分析。最终的报告表示，不可能得出“令人满意的答案”：如果文本是加密消息，其简洁程度无法提供足够的信息以供分析其清晰含义，文本更有可能是毫无意义的随手涂鸦。

## 外部連結
- Archival newspaper articles on the Taman Shud Case（页面存档备份，存于）
- Reddit AMA interview with Taman Shud researcher Derek Abbott（页面存档备份，存于）
- Taman Shud Case（页面存档备份，存于）at the Doe Network